# Revista de Filología Española
Pour les articles homonymes, voir RFE.
La Revista de Filología Española (Revue de philologie espagnole en espagnol, RFE en sigle) est une revue de philologie, de dialectologie et de linguistique espagnole en général. Son premier tome a été publié en 1914 sous la direction de Ramón Menéndez Pidal.